# Vaga de Carmauç
La vaga de Carmauç és el conjunt de protestes que van dur a terme els treballadors del sector del vidre de Carmauç entre els anys 1892 i 1895. Aquesta vaga destaca no solament per la seva llarga durada sinó per ser un dels actes impulsors del socialisme a França.
El sector miner va començar una vaga l'agost de 1892 per protestar per l'acomiadament dels líders sindicals sense justificacions. La vaga es va estendre a altres sectors de la població, especialment entre els vidriers, que depenien del carbó de les mines. Les autoritats van enviar policies per reprimir els vaguistes, fet que va incrementar la violència dels aldarulls al carrer i va estendre la vaga a altres regions.
Jean Jaurès va conèixer de prop els problemes dels treballadors i va prometre reformes si sortia elegit diputat, fet que succeí en 1893. Des de llavors Carnauç va esdevenir un dels centres del socialisme francès, amb diverses accions de protesta. Jaurès va combatre les lleis antianarquistes que intentaven limitar el dret de reunió i d'expressió tant amb la seva feina al parlament com a través de columnes als diaris que li donaren un gran suport popular.
Els treballadors de Carnauç van tornar a la vaga en 1895 per l'acomiadament d'un dels seus companys, que havien elegit com a alcalde i que l'empresa va fer fora amb el temor que la vila es radicalitzés. La patronal del vidre va acomiadar a l'acte 1200 obrers i va demanar ajuda a la policia militar per dissoldre els manifestants. Jaurès va intentar fer de mitjançer sense èxit al conflicte, perquè els propietaris de l'empresa van abandonar les negociacions. Aleshores els vaguistes es van organitzar per crear la seva pròpia vidrieria autoorganitzada i de propietat comunal, després de demanar ajut econòmic a diversos simpatitzants socialistes tant del país com de l'estranger.
Els patrons de la vidrieria oficial hagueren de cedir en les seves pretensions davant la competència i la vaga finalitzà en octubre de 1985 sense que desaparegués per aquest motiu l'empresa autogestionada, que va traslladar-se a Albi (Llenguadoc) amb gran part de la plantilla.

## Conseqüències
La vaga és un episodi important dins el socialisme francès per diversos motius. En primer lloc, va ser un cas d'èxit que inspirà altres revoltes, ja que les vegades que s'aturà la producció de vidre, els vaguistes acabaren per millorar les condicions laborals. El sindicat de Carmauç fou un dels primers a crear-se sota l'empar de les noves lleis laborals i esdevingué ben aviat un dels més actius. D'altra banda va ser un exemple de l'enfrontament de classes, amb accions violentes de la policia demandes per la burgesia contra els proletaris i que serien una constant fins a la Primera Guerra Mundial. Aquestes accions van fer créixer les simpaties populars pel socialisme i l'anarquisme, amb l'elecció de diversos diputats defensors d'aquesta ideologia a diferents departaments francesos. Per acabar, la idea de muntar un negoci propietat dels treballadors va ser precursora dels centres autogestionats més moderns i va demostrar-ne la seva viabilitat (la vidreria d'Albi va sobreviure al tancament de la vidreria de Carmauç).